# Interracial Icon
Interracial Icon ist eine US-amerikanische Pornofilmreihe des Produktionsstudios Blacked.com vom Regisseur Greg Lansky. Die Filmreihe ist dem Genre „Interracial“ zuzuordnen.

## Handlung
Jeder Film enthält immer vier Szenen.

## Darsteller
- Interracial Icon 1 (2014): Alli Rae, Cherie DeVille, Remy LaCroix, Capri Cavanni
- Interracial Icon 2 (2015): Angela White, Kendra Lust, Chanel Preston, Jade Nile
- Interracial Icon 3 (2016): Lana Rhoades, Valentina Nappi, Leah Gotti, Kylie Page, August Ames, Lily LaBeau
- Interracial Icon 4 (2017): Angela White, Lena Paul, Abella Danger, Keisha Grey, Karlee Grey, Sophia Leone
- Interracial Icon 5 (2017): Lana Rhoades, Brandi Love, Kendra Sunderland, Nicole Aniston
- Interracial Icon 6 (2017): Kendra Sunderland, Ariana Marie, Megan Rain, Anya Olsen, Cadence Lux, Tali Dova
- Interracial Icon 7 (2017): Mia Malkova, Elsa Jean, Megan Rain, Violet Starr
- Interracial Icon 8 (2018): Angela White, Lana Rhoades, Kagney Linn Karter, Jada Stevens
- Interracial Icon 9 (2018): Kendra Sunderland, Tori Black, Alexa Grace, Bree Daniels, Apolonia Lapiedra, Tali Dova
- Interracial Icon 10 (2019): Riley Reid, Lena Paul, Alina Lopez, Jade Nile, Evelyn Claire
- Interracial Icon 11 (2019): Alina Lopez, Vicki Chase, Gia Paige, Teanna Trump, Sinderella
- Interracial Icon 12 (2019): Gina Valentina, Leah Gotti, Marley Brinx, Liya Silver
- Interracial Icon 13 (2019): Jessa Rhodes, Mia Melano, Dredd, Kendra Sunderland, Karlee Grey, Jason Luv, Louie Smalls, Freddy Gong
- Interracial Icon 14 (2020): Gabbie Carter, Emily Willis, Riley Reid, Jason Luv, Bree Daniels, Lena Anderson, Tiffany Tatum, Jax Slayher, Freddy Gong, Darrell Deeps

## Auszeichnungen
- 2018: AVN Award – Best Interracial Movie (Interracial Icon 4)[1]
- 2018: XBIZ Awards Interracial Release of the Year (Interracial Icon 5)[2]
- 2018: Urban X Awards – Best Couples Scene, (Interracial Icon 7, Jason Luv, Mia Malkova)[3]
- 2019: AVN Award – Best Interracial Movie (Interracial Icon 6)[4]

## Nominierungen
- 2017: AVN Award – Best Interracial Movie (Interracial Icon 2)
- 2017: XBIZ Awards – Interracial Release of the Year (Interracial Icon 2)
- 2018: XBIZ Awards – Interracial Release of the Year (Interracial Icon 3)
- 2018: XBIZ AwardS – Interracial Release of the Year (Interracial Icon 4)
- 2018: XCritic Awards – Best Director: Non-Feature, Greg Lansky und Best Non-Feature (Interracial Icon 6)[5]
- 2019: AVN Award – Best Interracial Movie (Interracial Icon 6)
- 2019: AVN Awards – Best Group Sex Scene (Interracial Icon 9), Alexa Grace, Jason Luv, Jax Slayher, Kendra Sunderland, Tali Dova